# Curcuma spathulata
Curcuma spathulata là một loài thực vật có hoa trong họ Gừng. Loài này được Jana Leong-Škorničková và Sutthinut Soonthornkalump mô tả khoa học đầu tiên năm 2021. Mẫu định danh: Sutthinut Soonthornkalump Sutt-212, thu thập ngày 24 tháng 7 năm 2020 ở cao độ 400 m tại đập Bhumibol, phó huyện Sam Ngao, huyện Sam Ngao, tỉnh Tak, tây bắc Thái Lan. Tên gọi địa phương: dok khao tok noi (ดอกข้าว ตอกน้อย), nghĩa là hoa bỏng gạo nhỏ. Được xếp trong phân chi Hitcheniopsis.

## Từ nguyên
Tính từ định danh có nguồn gốc từ tiếng Latinh spathulatus nghĩa là hình thìa; ở đây đề cập đến hình dạng cánh môi của loài này.

## Phân bố
Chỉ được biết đến từ tỉnh Tak, tây bắc Thái Lan. Môi trường sống là rừng hỗn lá sớm rụng và rừng thường xanh trên đồi, ở cao độ 400–700 m.

## Mô tả
Cây thảo thân rễ lâu năm, cao 30–40 cm. Thân rễ hình trứng, 1,5-3,4 × 0,9-1,5 cm, đôi khi với các nhánh bên 1,8-2 × ~0,5 cm, vỏ màu trắng ánh vàng (thân rễ non) đến nâu nhạt, phủ một lớp vảy màu gỉ sắt và rữa nát, ruột màu vàng, mùi thơm và vị hơi ngọt; củ rễ hình trứng đến hình thoi, 1-1,5 × 0,4-0,8 cm, vỏ màu nâu nhạt, ruột màu trắng. Chồi lá 5-6 lá khi ra hoa; thân giả dài 10–26 cm, gồm 1-2 bẹ không lá và 5-6 bẹ lá, tất cả màu xanh lục trơn, nhẵn nhụi; lưỡi bẹ dài đến 1 mm, 2 thùy khó thấy, như thủy tinh, màu trắng ánh lục, nửa trong mờ, nhẵn nhụi; cuống lá dài 6,5–14 cm, có rãnh, màu xanh lục, nhẵn nhụi; phiến lá hình elip-hình trứng đến hình elip, 9,5-14,6 × 3,8-4,5 cm, mặt gần trục màu xanh lục sẫm, mặt xa trục hơi nhạt hơn, nhẵn nhụi cả hai mặt, gân giữa màu xanh lục, rộng ~0,1 mm, mép như thủy tinh, nhẵn nhụi, đáy tù đến hơi lệch, đỉnh nhọn thon đến nhọn thon hẹp. Cụm hoa trung tâm; cuống cao hơn thân giả 2-4,5 cm, màu xanh lục nhạt (phần lộ ra ngoài), nhẵn nhụi; chùm xim 5-7,2 × 2-2,5 cm, gồm 12-18 lá bắc sinh sản và 3-4 lá bắc mào; lá bắc mào hình trứng, 1,8-1,9 × 0,8-0,9 cm, đỉnh nhọn, màu trắng, nhẵn nhụi cả hai mặt; lá bắc sinh sản hình trứng rộng đến hình trứng ngược, 19-20 × 15–18 mm, hợp sinh ở 1/2 đáy, màu lục nhạt đến kem trắng, nhẵn nhụi cả hai mặt, đỉnh từ nhọn rộng đến gần như tù, uốn ngược mạnh; xim hoa bọ cạp xoắn ốc đến 6 hoa ở các lá bắc sát gốc nhất, số lượng giảm dần về phía trên; lá bắc con hình tam giác đến elip, 5-7 × 3-3,5 mm, rộng ở gốc (lớn nhất ở bên ngoài), như thủy tinh, màu trắng nửa trong mờ, nhẵn nhụi, đỉnh tù, hơi lõm. Hoa dài 2-2,3 cm, thò ra từ lá bắc; đài hoa dài 3,5–4 mm, 3 răng, vết rạch một bên sâu 0,5-0,7 mm, răng dài ~0,5 mm với đầu tù, màu trắng nửa trong mờ, nhẵn nhụi; ống hoa dài 9,5–10 mm, hình trụ hẹp ở đáy, hơi nở rộng ở phần xa, mặt ngoài màu trắng, nhẵn nhụi, mặt trong màu trắng và nhẵn nhụi, phần xa (gần họng) màu trắng, có lông tơ ở nửa đỉnh; thùy tràng lưng hình trứng rộng, 3,9-4,5 × 3,3-3,5 mm, màu trắng, nhẵn nhụi, có nắp ở đỉnh; các thùy tràng bên hình trứng đến hình tam giác tù, 4-4,3 × ~3,9 mm rộng ở đáy, đỉnh tù uốn ngược, màu trắng, nhẵn nhụi; cánh môi hình thìa, 10-10,5 × 7–8 mm (thu hẹp dần đến 2 mm ở đáy), chẻ đôi với vết rạch dài ~4 mm, màu trắng với các vết và đốm màu đỏ tươi ở nửa đáy, phần xa màu tía, các mép thùy gợn sóng không đều, nhẵn nhụi; nhị lép bên thuôn dài, 2,3-3 × 0,6-0,7 mm, màu trắng với hai sọc đỏ ở 1/3-1/4 gốc, nhẵn nhụi cả hai mặt; nhị dài ~3,5 mm; chỉ nhị dài ~1,5 mm, rộng ~1,2 mm ở gốc, ~0,5 mm tại điểm đính, màu trắng, nhẵn nhụi; bao phấn không cựa, hình trứng, dài 2-2,1 mm (kể cả mào), rộng 1-1,2 mm ở gốc, mô liên kết màu trắng, có lông tuyến ở hai bên và ở phần xa trục; mào bao phấn tù (đôi khi hơi có khía răng cưa), ~0,4 × 1,5 mm rộng ở gốc, màu trắng; mô vỏ bao phấn dài ~1,5 mm, nứt dọc theo toàn bộ chiều dài, màu trắng, phấn hoa màu trắng; không tuyến trên bầu; vòi nhụy màu trắng, nhẵn nhụi; đầu nhụy hình phễu không đều (mặt lưng dài hơn), ~0,9 × 0,7 mm, màu trắng; lỗ nhỏ với mép từ nhẵn đến có răng nhỏ không đều (không lông), hướng về phía trước; bầu nhụy hình trứng, 1,3-1,5 × 1,0-1,4 mm, 3 ngăn, màu trắng đến trắng kem, nhẵn nhụi, noãn đính trụ. Không thấy quả và hạt. Bắt đầu ra hoa vào mùa mưa kéo dài từ tháng 6 đến tháng 9, mặc dù khi được trồng nó có thể bắt đầu ra hoa vào tháng 5. Cây ngủ đông vào tháng 11. Hoa nở vào buổi sáng và héo vào buổi chiều hoặc thậm chí sớm hơn nếu tiếp xúc với nắng to và nhiệt độ cao.
Tương tự như C. parviflora ở hình thể chung nhỏ, cụm hoa với các lá bắc mào màu trắng khác biệt và các hoa với cánh môi màu tía ở phần xa, nhưng khác ở chỗ lá bắc mào màu trắng không với đỉnh màu xanh lục, lá bắc sinh sản hỗ trợ 4-6 hoa, các hoa với cánh môi hình thìa rõ nét xẻ 2 thùy sâu với vết màu đỏ ở đáy và các nhị lép gần như thẳng, với các sọc đỏ ở đáy; so với lá bắc mào với đỉnh màu xanh lục, lá bắc sinh sản hỗ trợ 2-3 hoa, hoa với cánh môi hình trứng ngược màu trắng ở đáy, nhị lép màu trắng hình tam giác tù ở C. parviflora. C. spathula là một loài thực vật nhỏ và trong vật liệu phòng mẫu cây nhiều khả năng bị nhầm lẫn với C. parviflora.
C. thorelii là một loài khác cũng với mào trắng, lá bắc sinh sản màu xanh lục và hoa màu tía với cánh môi 2 thùy rõ nét. Tuy nhiên, loài này mập mạp hơn nhiều với các lá bắc cứng hơn và vì thế không thể bị nhầm lẫn ngay cả trong vật liệu phòng mẫu cây. Ngoài ra, hoa của C. thorelii có cánh môi với phần đáy màu trắng và các nhị lép có màu tía giống như cánh môi, kéo dài xa hơn các thùy tràng hoa và có thể nhìn thấy rõ ở mặt trước và mặt bên; so với cánh môi với đáy màu trắng với các đốm ánh đỏ và các nhị lép hẹp gần như thẳng màu trắng hầu khó nhìn thấy ở cả hai chế độ quan sát.

## Sử dụng
Không có ghi chép nào về công dụng, nhưng các cây được mua bán để làm cây cảnh ở các chợ địa phương.